# المواد الإباحية في كوريا الشمالية

خريطة توضح قوانين المواد الإباحية في العالم.
قانونية بالكامل
قانوني جزئيًا، ضمن بعض القيود، أو حالة غامضة
غير قانونية
لا تتوفر البيانات

تحظر كوريا الشمالية حيازة وإنتاج وتوزيع واستيراد المواد الإباحية. ويعاقب على ذلك بقسوة من قبل الحكومة. ومع ذلك، تنتشر المواد الإباحية على نطاق واسع في البلاد لأن الناس يستوردونها سراً، أو ينتجونها محلياً.
كان امتلاكها لأول مرة شائعًا بين النخب خلال أواخر التسعينات، عندما كان كيم جونغ إيل زعيم البلاد. كان المسؤولون السياسيون والعسكريون رفيعو المستوى أكثر المستهلكين نشاطًا للمواد الإباحية.[بحاجة لمصدر] تباع المواد الإباحية اليوم بشكل علني على حدود الصين – كوريا الشمالية على الرغم من محاولات الحكومة للحد من التداول. يتم إنتاج معظم المحتوى المستهلك في كوريا الشمالية خارج البلاد ، مع جزء كبير منه هو التسجيلات الصينية غير الشرعية ذات الجودة الرديئة. عادة ما يتضمن الفيلم الإباحي المنتج محليًا نساء عاريات أو يرتدين ملابس هزيلة يرقصن على الموسيقى.
التربية الجنسية مقيدة في الثقافة الكورية الشمالية المحافظة. يقول بعض المنشقين أن نقص التربية الجنسية في البلاد يؤدي إلى تعلم الشباب عن الجنس من خلال المواد الإباحية ، وكذلك أن البالغين يشاهدون مواد إباحية أقل من الشباب. أن إظهار الاهتمام بالمواد الإباحية قد يجعل المرء خاضعًا لشبكة المراقبة الجماعية في البلاد.
فالبيع غير المصرح به للمواد الإباحية يحدث، على سبيل المثال، في سوق تونجيل في بيونغ يانغ. يجري تداول المواد الإباحية على الحدود الصينية في علانية. كما أدى التعرض للمواد الإباحية الصينية إلى زيادة عدد عمليات الإجهاض.
كانت مقاطع الفيديو الإباحية في الماضي تصنع أيضًا في كوريا الشمالية. بدأت في الظهور أثناء قيادة كيم جونغ إيل ، الذي ورد أنه كان لديه مجموعة كبيرة من الأفلام الإباحية. عادة ما صادرت السلطات العناوين المحلية على الفور. تم تهريب أحد العناوين المحلية ، القصة السرية للجمهورية، إلى اليابان وترجمها إلى اليابانية من قبل المنشقين الكوريين الشماليين. تم بيع الفيلم، الذي يضم مسؤولي حزب العمال الكوري الذين ينتهكون النساء، في اليابان، حيث تضمن إخلاء مسؤولية مكتوب: "ليس لأغراض الترفيه. وزعت للبحث". كما قامت كوريا الشمالية بتصدير المواد الإباحية في محاولة لكسب العملة الصعبة. كانت بعض هذه الجهود من خلال مواقع كوريا الشمالية.
أصبحت مشاهدة المواد الإباحية منتشرة على نطاق واسع بين النخب في البلاد في أواخر التسعينات. بعد ذلك، انتشرت الممارسة إلى طبقات مجتمعية أخرى أيضًا. تتميز الأعمال الإباحية المحلية عادة بالنساء الكوريات الشماليات العاريات أو اللواتي يرتدين البيكيني يرقصن على الموسيقى. نشرت شركة الأدب والنشر الفني سراً كتابًا إباحيًا بعنوان "قصص فاجرة" لاستخدام مسؤولي الحزب. عام 2000 ، نشرت لجنة البث المركزية الكورية أيضًا شريط فيديو إباحي للمسؤولين. تحل المواد الإباحية المستوردة في الوقت الحاضر محل المواد الإباحية المحلية إلى حد كبير. تشكل النخب السياسية والجيش أكثر المستهلكين نشاطًا للمواد الإباحية. في عام 2007 ، كلف استئجار قرص مضغوط لمدة ساعة واحدة 2000 وون كوري شمالي ، وكان من المعروف أن طلاب المدارس المتوسطة يستأجرونها. إذا تم بيع فيلم إباحي في عام 1995 مقابل 80 دولارًا. لقد انخفضت الأسعار بشكل كبير في السنوات الأخيرة بسبب زيادة العرض ، حيث أخبر أحد المهربين الصينيين أنه يوزع بانتظام الإباحية مجانًا للعملاء الذين يشترون الدراما الكورية المقرصنة.
تهرب الأفلام الإباحية الكورية الجنوبية إلى البلاد. تحتوي بالونات الدعاية المرسلة من كوريا الجنوبية إلى الشمال على مواد جنسية صريحة لجذب الجنود الكوريين الشماليين أيضًا. يُوضح هنري كرومبتون ، المخضرم في مديرية عمليات وكالة المخابرات المركزية ، أنه "لم يلتق قط بدبلوماسي كوري شمالي لا يريد الإباحية ، سواء للاستخدام الشخصي أو لإعادة البيع."

## وصلات خارجية
- Kim Yoo-sung (28 سبتمبر 2015). "Caught with porn in North Korea". NK News. مؤرشف من الأصل في 2023-05-07. اطلع عليه بتاريخ 2016-09-20.
- "How I Smuggled 'Porn' Out of North Korea". Foreign Policy. مؤرشف من الأصل في 2022-08-11. اطلع عليه بتاريخ 2016-09-20.
- "Crumpton's greatest hits: North Koreans and porn, Wolfowitz stoned on Iraq, and British spies not as good as they think". Foreign Policy. مؤرشف من الأصل في 2022-10-07. اطلع عليه بتاريخ 2016-09-21.
- "Memory of an Adult Movie". Daily NK. مؤرشف من الأصل في 2021-04-16. اطلع عليه بتاريخ 2016-09-21.